# Фокс Мълдър
Специален агент Фокс Уилям Мълдър (на английски: Fox William Mulder) (роден на 13 октомври 1961 г.) е герой от сериала „Досиетата Х“ (в ролята – Дейвид Духовни). Специален агент Мълдър от ФБР вярва в съществуването на извънземен живот и в правителствената конспирация, която прикрива истината за неговото съществуване. В българския дублаж Мълдър се озвучава от Владимир Пенев, Пенко Господинов в този на филма за bTV, и от Мартин Герасков в дублажа на Андарта Студио на първия филм. От четвърти до шести сезон на bTV, както и във филма „Досиетата Х: Искам да повярвам“ и минисериала, се озвучава Даниел Цочев.
Мълдър следва психология в Оксфордския университет и завършва с отличие през 1982 г. Продължава образованието си в академията на ФБР в Куантико, Вирджиния и отново завършва с отличие през 1984 г. Отначало Мълдър работи в отдел „Поведенчески науки“. Става известен с психологическия профил на убиеца Монти Пропс от 1990 г., който води до залавянето му.
През 1991 г. Мълдър започва да работи по Досиетата Х – случаи, обявени за неразрешени заради странни или необясними улики или обстоятелства. Така печели подигравателния прякор „Привидението“ и сутеренен офис без прозорци, който украсява с плакат на летяща чиния и надпис „Искам да повярвам“.
Интересът на Мълдър към извънземните започва като резултат на изчезването на сестра му, Саманта Мълдър, когато Фокс е на 12 години. Той вярва, че тя е отвлечена от извънземни.
Във ФБР се проявяват подозрения към работата му и той получава партньор в лицето на специален агент доктор Дейна Скъли, която трябва да спечели доверието му и да докладва за неговите действия. Тя бързо разбира, че Мълдър не се вписва в профила, предоставен от началниците ѝ и тя става негов съюзник. Скъли се доверява на научния метод и често е скептична към теориите на Мълдър. В по-късните сезони и тя започва да вярва в правителствената конспирация.
Мълдър и Скъли имат емоционална близост и платонична връзка, която прераства и в романтична в седмия сезон на сериала. Въпреки че не спират да се обръщат един към друг с фамилните си имена (както е прието във ФБР), в края на шестия сезон двамата се целуват, след раждането на Уилям, син на Скъли. В седмия сезон Скъли нарича детето „нашия син“.
Мълдър участва и в разследванията на личности и организации, включително триото теоретици на конспирацията, което публикува вестника „Самотния стрелец“. Тези трима герои стават известни като „Самотните стрелци“.
Разследванията на Мълдър често водят до Пушача, важна фигура в конспирацията на правителството. Истинското му име е неизвестно дори за най-близките му сътрудници.
Мълдър (само родителите и сестра му го наричат Фокс) има фобия от огън, далтонист е и притежава полутайна порнографска колекция. Той рядко се среща с приятели и майка си. Обича слънчогледови семки и играе баскетбол и бейзбол. Любимият му отбор от NBA изглежда е Ню Йорк Никс.